# 樂蘭
樂蘭公司（日语：ローランド株式会社；英语：Roland Corporation）是日本一間電子樂器、設備及軟件製造商，成立於1972年4月18日，其創始人是來自大阪的梯郁太郎，而公司名稱「Roland」則來自法國詩歌「羅蘭之歌」。目前公司在日本本土及部分國家均設有廠房，包括美國、意大利和台灣。
樂蘭公司主要產品包括電子鼓、電子琴、合成器及連接電子琴與電腦的MIDI界面產品。知名的電子效果器製造商BOSS（日语：ボス株式会社）為其子公司，生產人聲及各式樂器用的效果器，尤以吉他效果器聞名。